# Luis Arana Goiri
 (février 2023).
Si vous disposez d'ouvrages ou d'articles de référence ou si vous connaissez des sites web de qualité traitant du thème abordé ici, merci de compléter l'article en donnant les références utiles à sa vérifiabilité et en les liant à la section « Notes et références ».
Pour les articles homonymes, voir Arana.
Luis Arana Goiri (né à Bilbao le 25 août 1862 - mort à Santurtzi le 1er juin 1951) est un homme politique basque espagnol. Fondateur du Parti nationaliste basque (PNV) avec son frère cadet Sabino Arana, il est une des personnalités marquantes du nationalisme basque.

## Biographie

### Jeunesse
Luis Arana Goiri, fils de Santiago de Arana Ansotegui et de Pascuala de Goiri Atxa, naît le 25 août 1862, dans la maison familiale du no 10 de la rue Ibáñez, à Bilbao, construite en 1857 par son père et connue comme la casa de Albia. Son père est un entrepreneur du quartier d'Abando. Il a huit frères, dont deux meurent jeunes. En 1873, la famille est obligée de quitter Bilbao et l'Espagne à cause des menaces qui pèsent sur le père, inquiété pour ses idées carlistes. Ils vivent à Bayonne, puis Saint-Jean-de-Luz, jusqu'en 1876, date à laquelle ils retournent à Bilbao.
En 1881, Luis commence des études d'architecture à Madrid. Mais à la mort de son père, en 1883, il rejoint sa famille qui a déménagé à Barcelone. Il y poursuit ses études jusqu'en 1888, date à laquelle sa mère meurt et où ses frères et lui retournent en Biscaye.

### Le développement des idées nationalistes
En 1882 se produit un événement majeur dans le développement politique du jeune Luis. Il rencontre lors d'un voyage un Cantabrien de Santander qui, voyant qu'il porte un insigne fueriste, l'accuse d'être un « mauvais Espagnol », parce que les Biscaïens bénéficient de droits spéciaux par rapport aux autres Espagnols. Luis entame alors une réflexion avec son plus jeune frère, Sabino, qui réside dans la maison familiale à la suite d'une phtisie. Cela les mène à accepter l'idée qu'ils sont effectivement de « mauvais Espagnols » et à développer des idées nationalistes.
À partir de 1888, les deux frères cherchent à diffuser leurs idées, parfois dans des conditions difficiles. Le 3 juin 1893, ils signent le serment de Larrazabal, dans le quartier de Begoña à Bilbao. Le 31 juillet 1895, ils fondent l'Euskeldun Batzokija, organisation régionale de Biscaye, dont Sabino est le président et Luis le vice-président. Le 12 septembre, l'organisation est interdite, le centre fermé et ses membres emprisonnés. Cinq jours plus tard, Luis, Ramón Menchaca et Antonio Elexpuru sont libérés contre une amende de 5 000 pesetas chacun, tandis que Sabino reste en prison, car son amende est portée à 50 000 pesetas. La somme n'est finalement réunie que le 14 décembre, date à laquelle Sabino peut sortir. 
Ces déboires n'arrêtent pas les deux frères, qui fondent le Parti national basque, rédigent ses statuts et fondent des journaux. En 1894, les frères Arana dessinent l’ikurrina, drapeau de la province de Biscaye, qui a par la suite été adopté pour le Pays basque. En 1898, le PNV reçoit également le soutien des partis fueristes « euscalerríacos », dirigés par l'armateur Ramón de la Sota, une des plus grandes fortunes d'Espagne. 
Le nationalisme des frères Arana repose sur l'idée que la société basque est proche de la disparition, entre autres raisons à cause de l'immigration de non-basques attirés dans les régions industrielles et diffusant une culture que les frères Arana jugent étrangère et opposée à la culture basque. En revanche, les frères Arana sont très influencés par un catholicisme radical, comme le rappelle l'acronyme du PNV, « JEL » (Jaungoikoa eta Legizarra en basque, « Dieu et la vieille loi »). 
En janvier 1900, Luis s'installe à Ustaritz, dans le Pays basque français, et abandonne ses responsabilités au sein du PNV. Il est remplacé par Angel de Zabala. Après la mort de Sabino Arana, le 25 novembre 1903, la présidence du PNV revient à Aingeru Zabala Ozamiz. En 1906, le PNV célèbre sa première Assemblée nationale, et publie les principes de son idéologie dans un manifeste, dans lequel il revendique l'annulation des lois françaises depuis 1789 et espagnoles depuis 1839, le retour des lois forales et l'unification des provinces basques. La même année, la présidence du PNV est confiée à un conseil formé de Santiago Alda, Alipio Larrauri, Antonio Arroyo, Vicente Larrinaga et Eduardo Arriaga. Mais finalement, le 4 août 1908, Luis Arana est élu président de l'Assemblée nationale du PNV.
Luis Arana mène plusieurs opérations de front : il ressuscite l'association Euzkaldun Batzokija et réédite le journal nationaliste Bizkaitarra. En 1911, il crée le syndicat Solidarité des travailleurs basques (Eusko Langileen Alkartasuna), chargé de défendre les droits des ouvriers basques et éviter qu'ils adhèrent aux puissants partis socialistes et anarchistes. Mais la gestion financière du parti se révèle catastrophique et tourne en banqueroute. En 1915, Luis Arana est démis de ses fonctions. Il est remplacé par Ramón Bikuña, même s'il refuse d’abandonner ses fonctions avant janvier 1906.

### L'éclatement du mouvement nationaliste basque
Le PNV connait alors de graves dissensions internes. Le courant modéré autonomiste devient majoritaire au sein du parti et se développe autour de Kizkitza et de Ramón de la Sota. En 1916, le parti prend le nom de Communion nationaliste basque (Comunión Nacionalista Vasca ou CNV). En 1917, les nationalistes remportent d'ailleurs une victoire aux élections locales. 
Parallèlement se développe le mouvement Aberri, du nom du journal qui défend et diffuse ses idées, dirigé par Eli Gallastegui et Manu Eguileor. Les membres d'Aberri se réclament de l'idéologie araniste pure et refondent le PNV. Aux élections municipales du 14 février 1922, Aberri obtient neuf conseillers, tandis que le CNV en a quatre. Luis Arana devient président d'Aberri en 1922. Mais l'année suivante, la dictature du général Miguel Primo de Rivera suspend les partis politiques et ferme les journaux : les dirigeants des partis nationalistes basques sont contraints à l'exil. 
Profitant de la fin de la dictature, les deux tendances nationalistes basques, Aberri et CNV, se réunifient lors d'une assemblée le 16 novembre 1930. Le nouveau PNV se choisit Ramon Bikuña pour président. Mais le mouvement nationaliste connaît une nouvelle fracture en 1930 avec la création d'un groupe nationaliste de gauche et républicain, l'Action nationaliste basque (EAE-ANV).

### La République

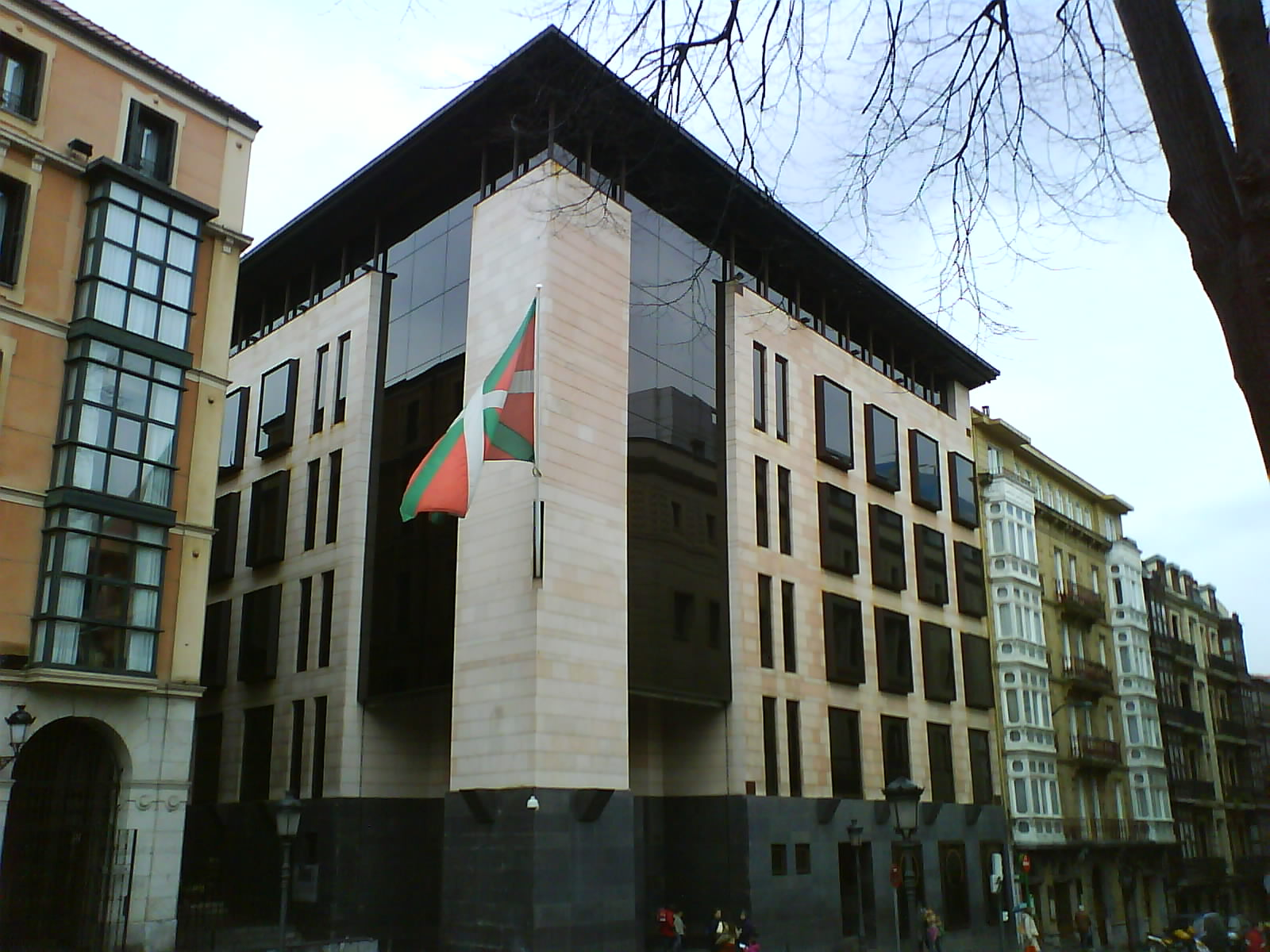
L'ancienne maison de la famille Arana, Sabin-Etxea, aujourd'hui siège du Parti national basque.

Le 14 avril 1931 est proclamée la Seconde République espagnole, qui autorise à nouveau tous les partis politiques. Luis Arana redevient président du PNV en 1932. Le 26 mars 1932, la maison natale des frères Arana, appelée la « Sabin Etxea », est affectée aux bureaux de la délégation provinciale de Biscaye, Luis Arana étant chargé de hisser l'ikurrina sur le bâtiment. Le lendemain, le dimanche de Pâques, est célébré le premier Aberri Eguna. Luis Arana cherche également à faire l'union des nationalistes basques avec les carlistes de Navarre, afin d'établir un statut d'autonomie basque commun, mais sans succès. De plus, Luis Arana se retrouve mis en minorité, car la majorité des nationalistes soutient la rédaction d'un statut d'autonomie particulier, tandis qu'il souhaite une véritable autonomie pour l'ensemble des provinces basques. En 1933, il est remplacé par Jesús Doxandabaratz. 
Durant la Guerre d'Espagne, Luis Arana prend position contre la participation du gouvernement basque à la guerre, rejetant les républicains comme les nationalistes.

### Décès
Luis Arana meurt à Santurtzi, petite ville du port de Bilbao, en 1951.

### Source
- (es) Cet article est partiellement ou en totalité issu de l’article de Wikipédia en espagnol intitulé « Luis Arana » (voir la liste des auteurs).